# Ligusterpijlstaart
De ligusterpijlstaart (Sphinx ligustri) is een vlinder uit de familie van de pijlstaarten (Sphingidae).
De voorvleugels van deze grote pijlstaart, die een spanwijdte heeft van 9 tot 12 centimeter, zijn bruin met twee zwarte vlekken en strepen. De ondervleugels zijn lichtroze, met twee zwarte banden. Het opvallendst aan deze pijlstaart zijn de zwarte thorax en de donkerroze staart. Ook op de staart heeft hij zwarte dwarsbanden.
De soort komt voor in heel Europa en naar het oosten toe tot Japan. Hij vliegt in één generatie van begin mei tot begin september.
De tot 9 centimeter lange rups is groen met witte en paarse schuine strepen op zijn zijkant. Zijn poten en stekel zijn zwart. Een deel van de stekel is geel. Hij leeft van veel planten, maar vooral van liguster. Verder houdt hij van sering, sneeuwbal en es.
De glimmende roodbruine pop ligt in een holletje in de grond.

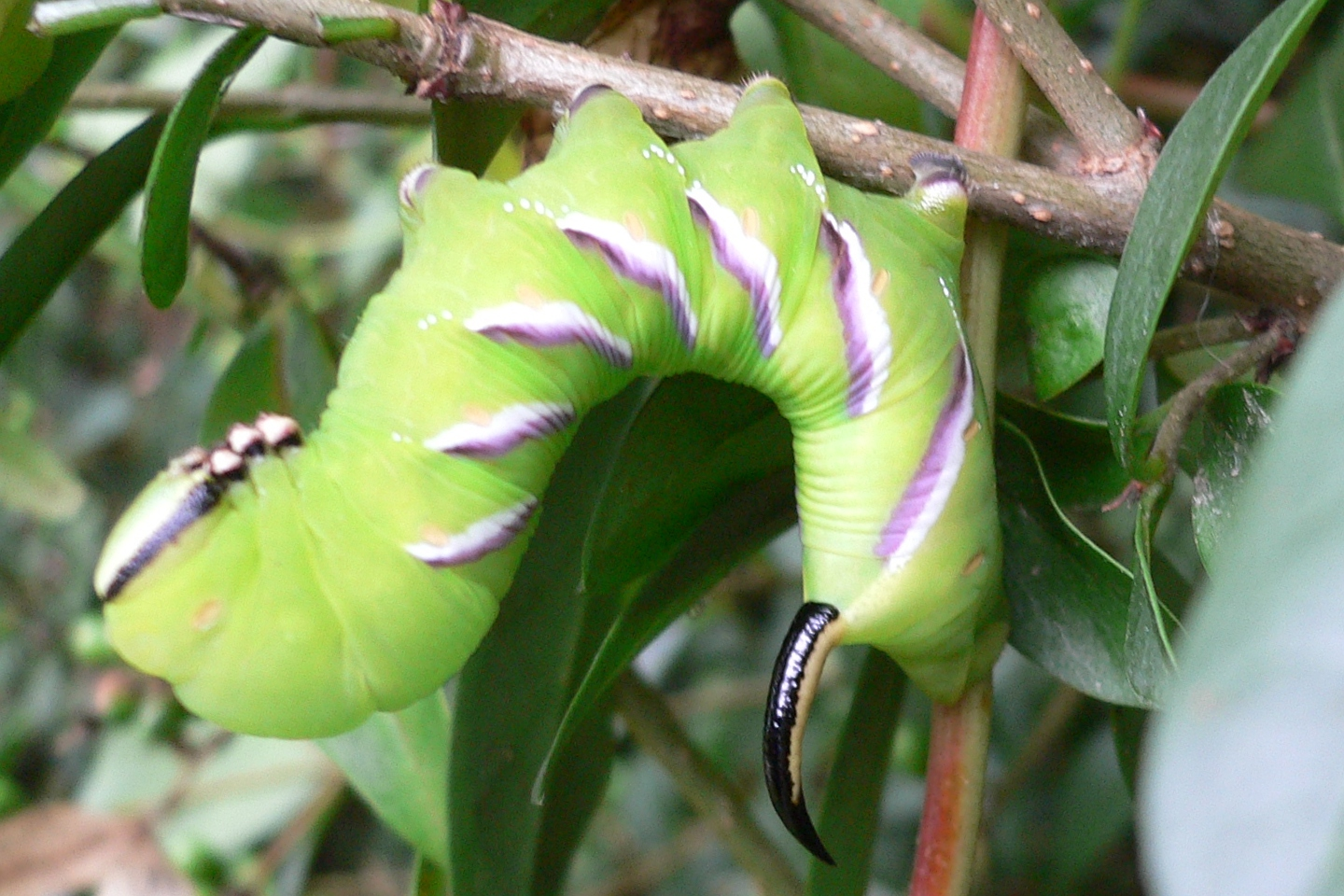
Rups
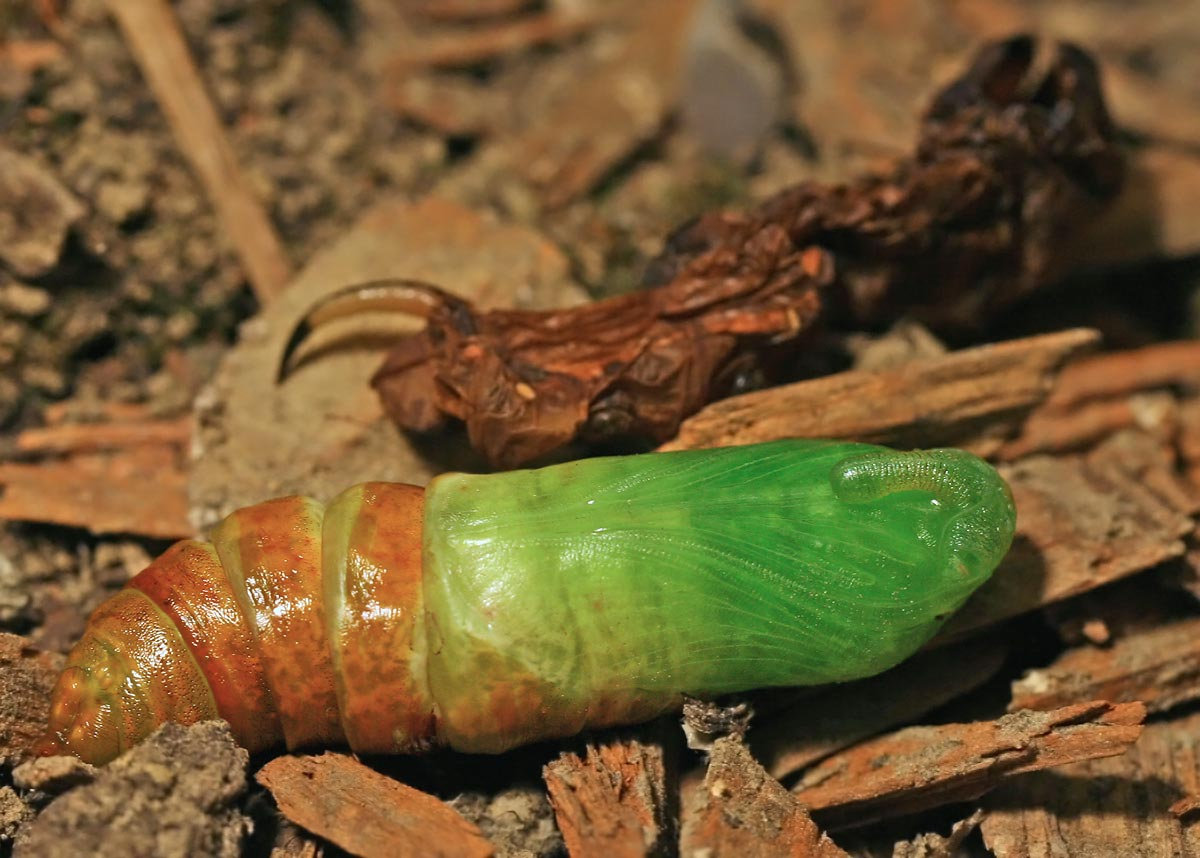
Pas verpopte rups verkleurt...
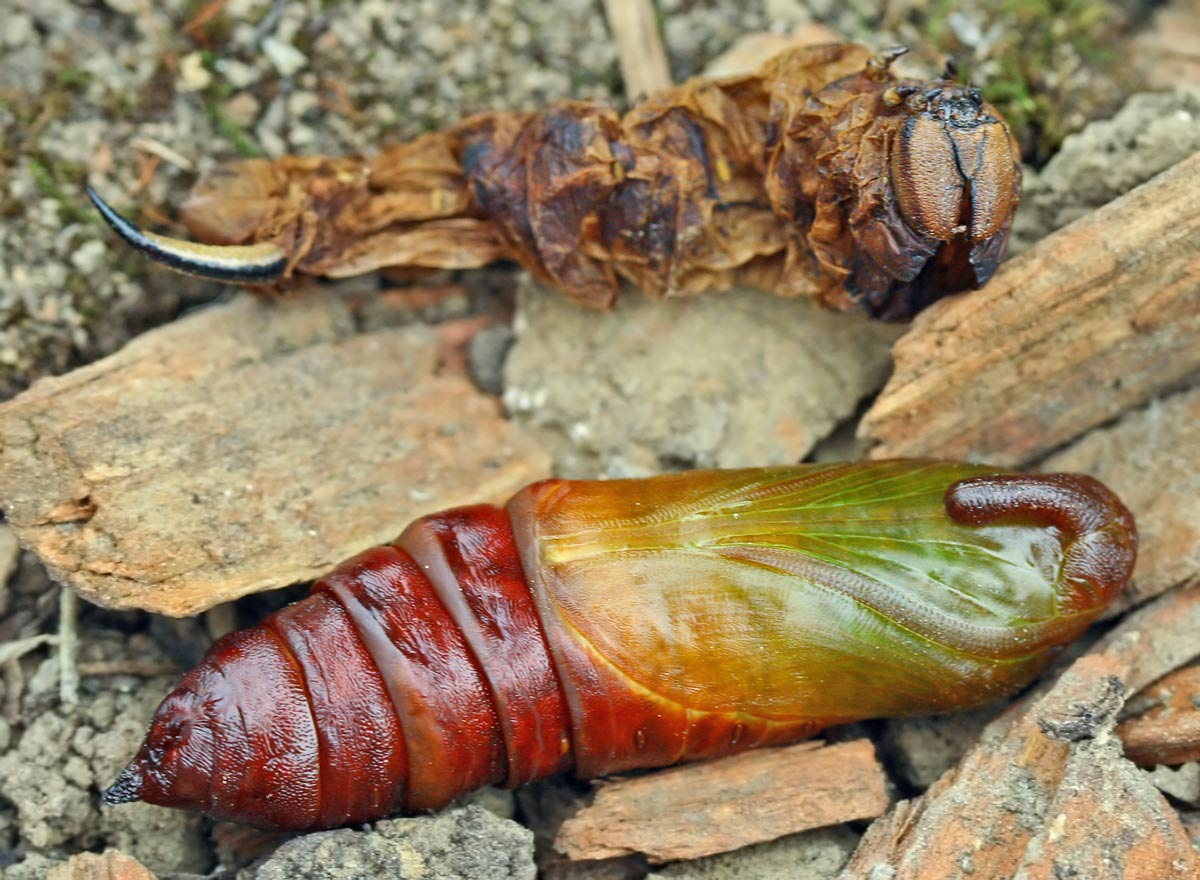
...en verkleurt verder...
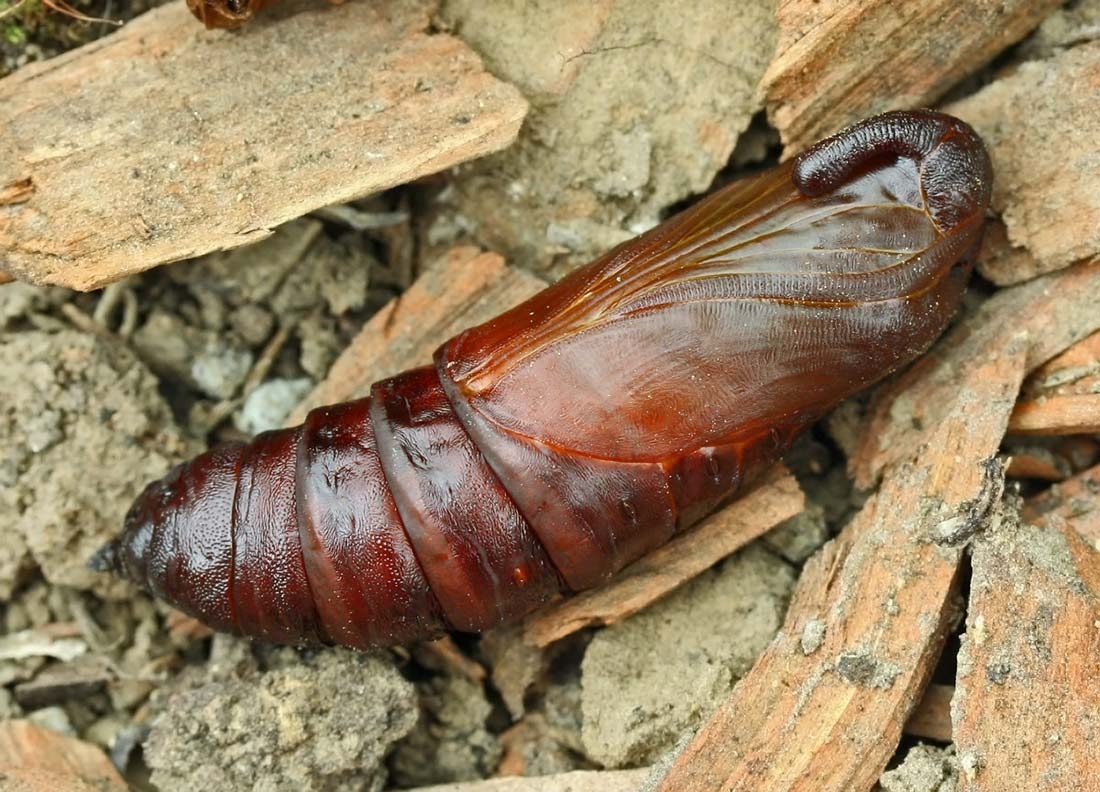
..tot de uiteindelijke roodbruine kleur
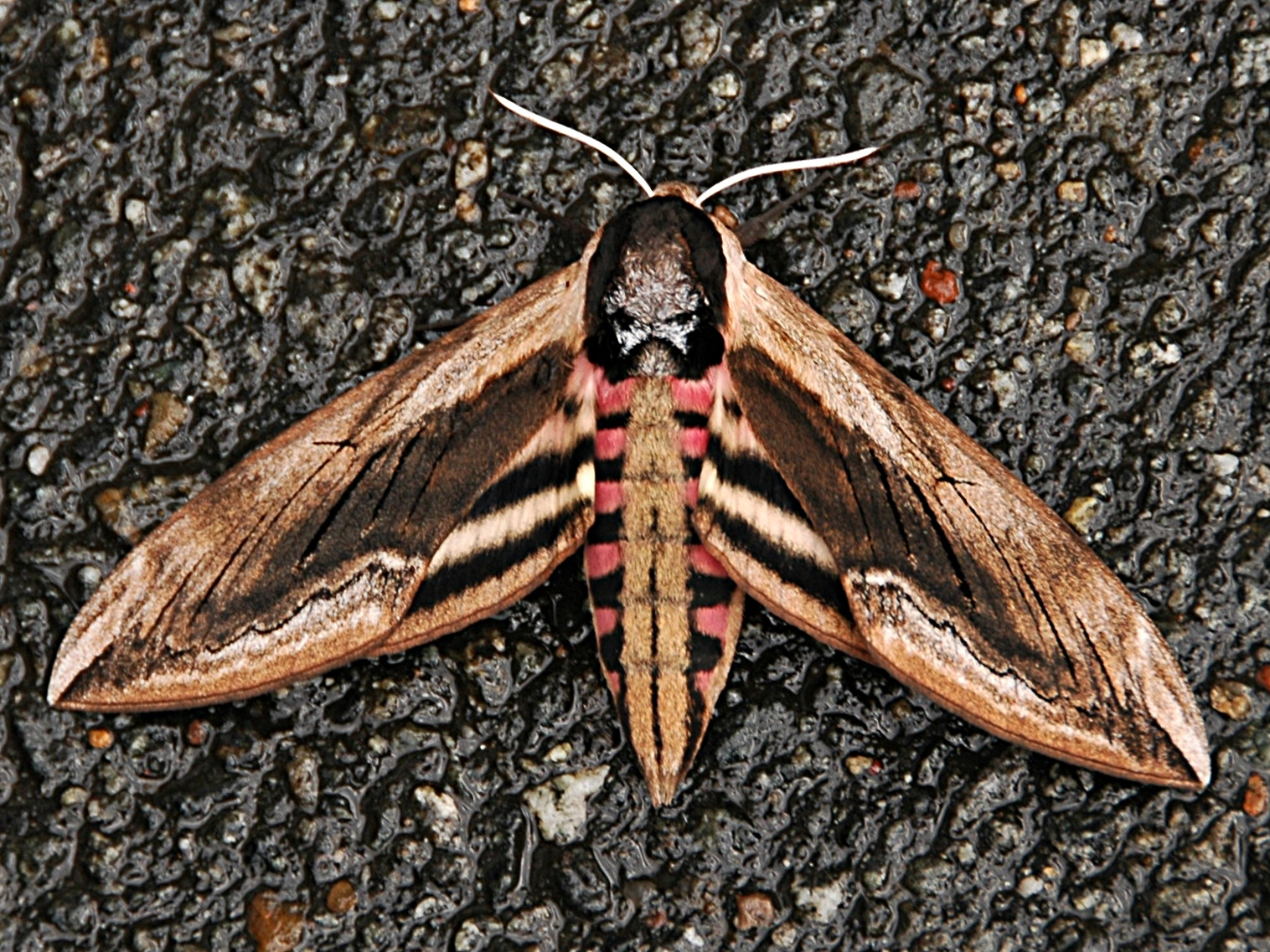
Een volwassen ligusterpijlstaart